# Khalat

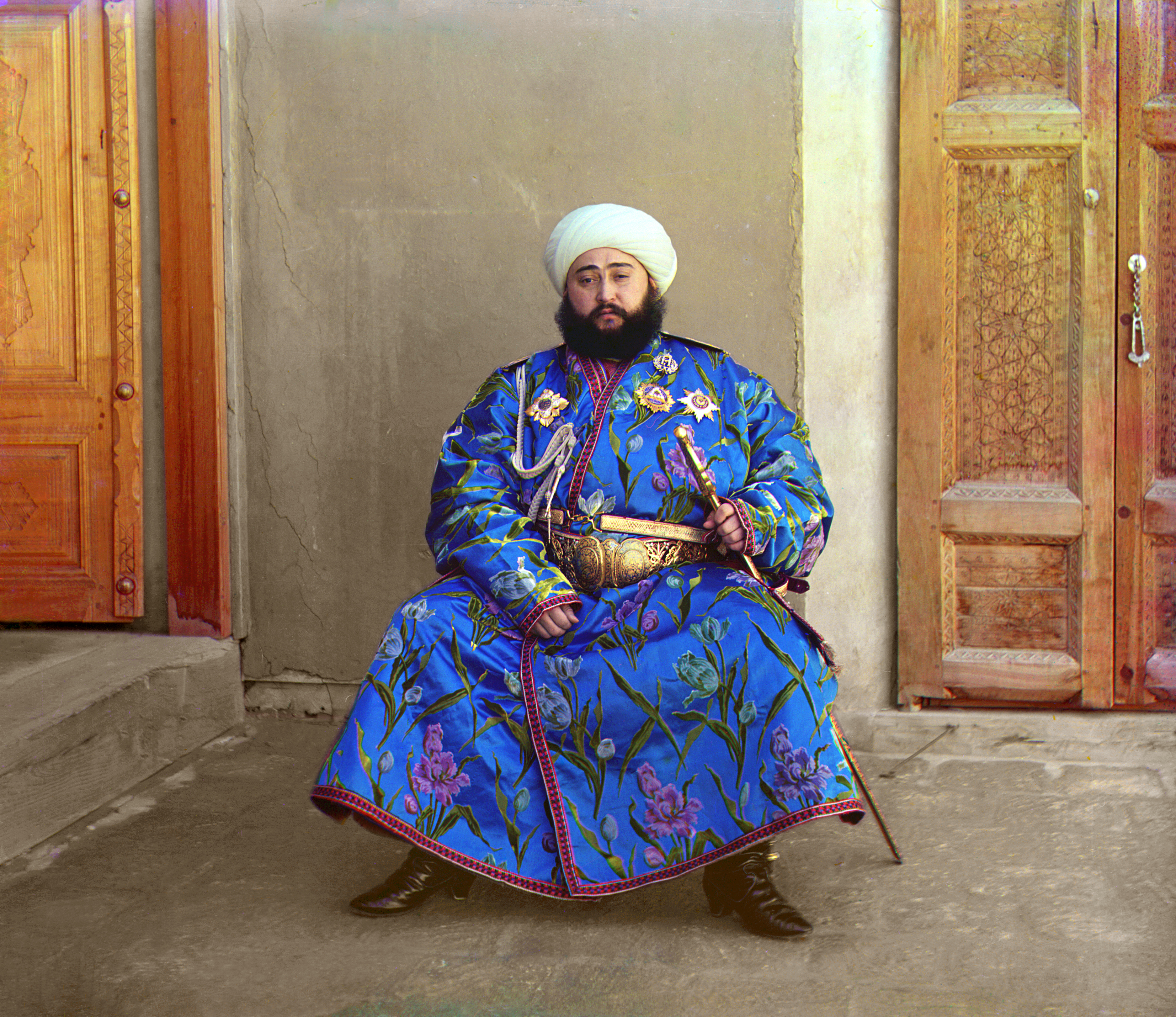
Emir Alim Khan (1880–1944) im Khalat

Ein Khalat bzw. Chalat (persisch: خلعت / ALA-LC: xalʿat), auch Khilat (Chilat), ist eine langärmelige Robe aus Seide oder Baumwolle, die in verschiedenen Stilrichtungen in Zentralasien, Iran, Pakistan und Nordindien von Männern und Frauen getragen wird.

## Beschreibung, Geschichte
In Persien besteht der Chalat aus einem langen, weiten, aus Tuch verfertigten Oberkleid, zu seiner Zeit „im Wert von 20 bis 100, ja sogar bis 200 Dukaten“, in Mittelasien aus einem weiten, langärmeligen Oberkleid aus bunter Seide oder Tuch. Meyers Konversationslexikon sagt dazu: „Chilat ist ein kostbares Kleid, das die Fürsten Persiens und Mittelasiens als Gnadengeschenk hohen Beamten bei guten Nachrichten etc. verleihen, und das in Persien mit feierlicher Zeremonie (C.-puschan) vom Schah angelegt wird.“ Auch die Zeremonie selbst, die Verleihung der Robe, wurde als Khalat bzw. Khilat bezeichnet.
Hellfarbige Fichtenmarderfelle, auch als Amerikanischer Zobel gehandelt, wurden noch Anfang des 19. Jahrhunderts häufig in den Orient verkauft, wo unter anderem die Ehrenkhalate, die der Sultan verschenkte, damit gefüttert wurden. Gelb galt dort als die Farbe des Staates und der Macht, und so waren diese Länder auch Abnehmer für das anderswo gerade wegen des natürlichen rötlichen Gelbtons wenig gefragten Kolinskyfells.
1841 schreibt Carl von Hügel etwas abweichend: „Khelat, Khilat oder Khalat, das Ehrenkleid, welches ein König einem grossen Herrn gibt. Meistens ist damit ein Titel verbunden. Es besteht gewöhnlich aus zwei Schahl, einem Turban, Hosenzeug, Goldstoff (Kimkham) für ein Kleid, oft aus Juwelen und Waffen“.

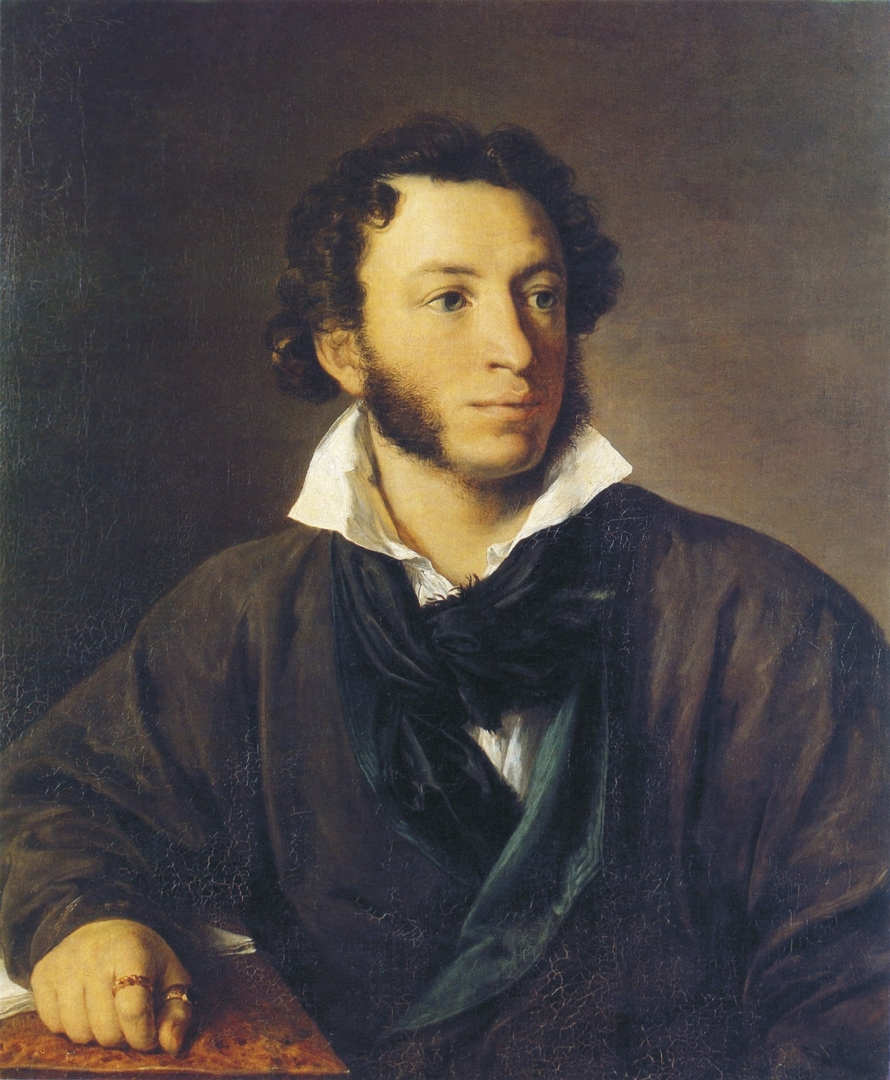
Puschkin im Chalat (1827)

In Russland wurde nach 1812 im Rahmen der Rückbesinnung auf die russischen Wurzeln Chalat zur Bezeichnung für einen durchaus repräsentativen, nicht notwendigerweise im Stil orientalisierenden Hausmantel, in dem auch Gäste empfangen werden konnten. So zeigt das von Tropinin 1827 gefertigte Porträt von Puschkin den Dichter modisch ganz auf der Höhe der Zeit in einem edlen, seidengefütterten Chalat.
Der Khalat (auf Jiddisch manchmal Khlat genannt) wurde auch von aschkenasischen jüdischen Männern in Osteuropa getragen, bis ins frühe 20. Jahrhundert. Dies waren lange, eng anliegende Mäntel mit Schalkragen und Taschen. In den jüdischen Gemeinden waren diese Kleidungsstücke aus Baumwolle für den täglichen Gebrauch gedacht; luxuriösere Versionen wurden aus Samt oder Seide hergestellt und zum Sabbat oder anderen Feiertagen getragen.

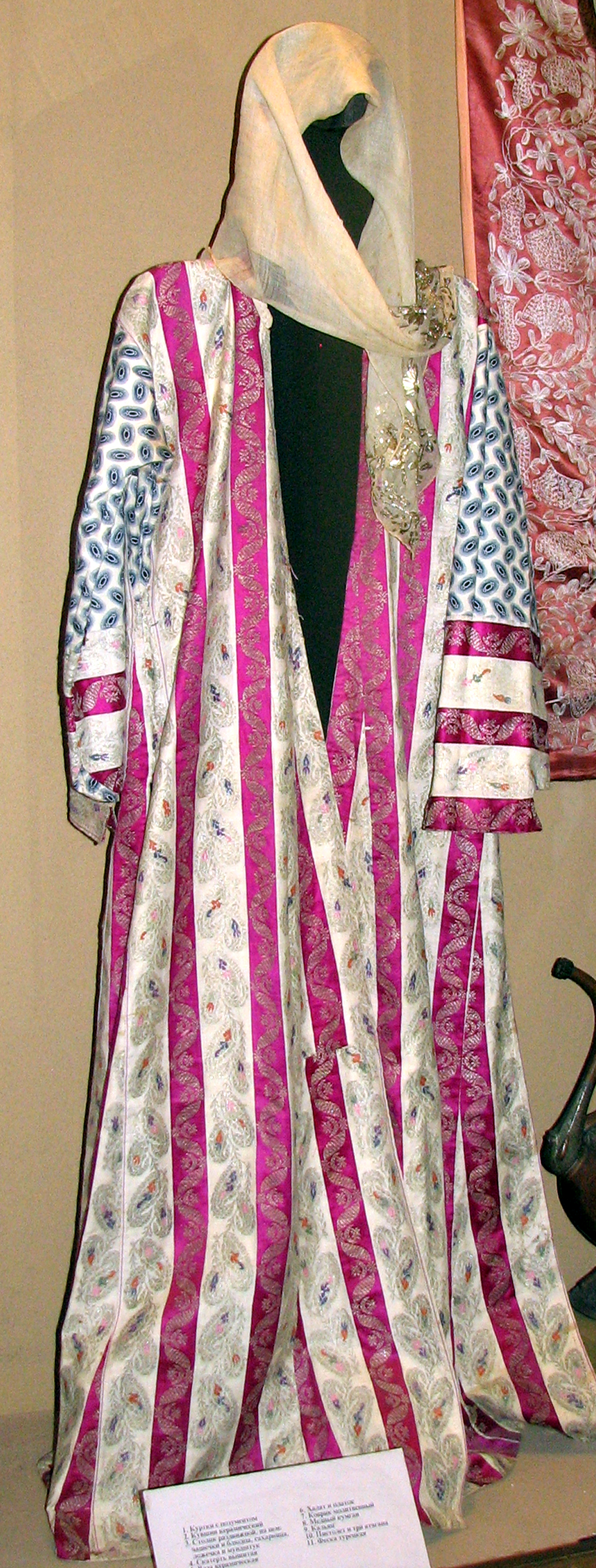
Türkischer Khalat aus der Kunstkammer in St. Petersburg